# Nyctiophylax celta
Nyctiophylax celta is een schietmot uit de familie Polycentropodidae. De soort komt voor in het Nearctisch gebied.